# Egernia hosmeri
Egernia hosmeri là một loài thằn lằn trong họ Scincidae. Loài này được Kinghorn mô tả khoa học đầu tiên năm 1955.